# Ferenciek tere
Ferenciek tere (in italiano "Piazza dei francescani") è una piazza del centro di Budapest. 
La piazza, oltre ad ospitare una stazione della linea M3 della metropolitana di Budapest, è un importante snodo del trasporto pubblico attraversata dal bus numero 7 della linea BKV che collega Buda con Pest.